# Benetton B198
Der Benetton B198 war der Formel-1-Rennwagen von Benetton Formula für die Saison 1998, der an allen 16 Rennen der Saison teilnahm.

## Technik und Entwicklung

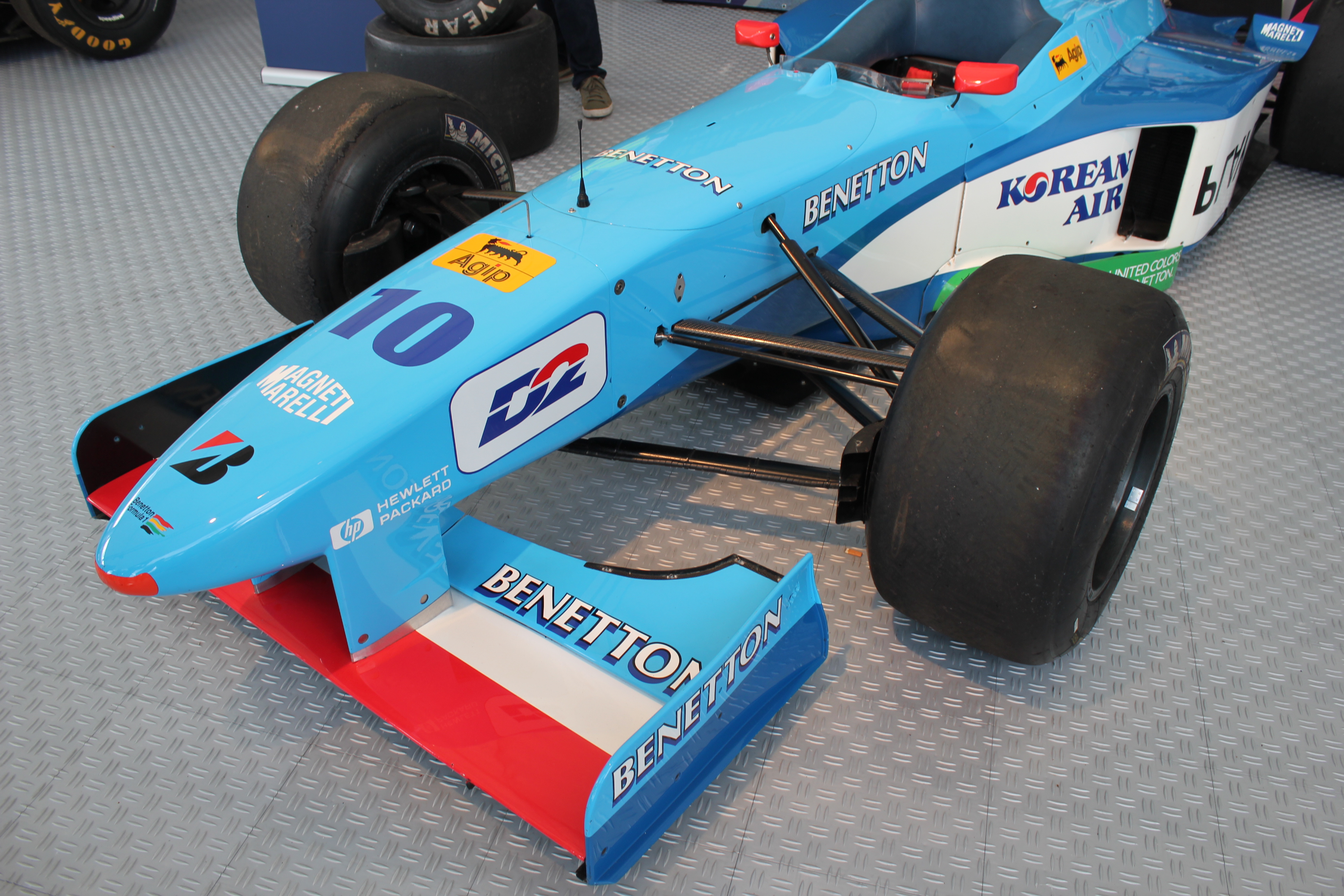
Der Frontflügel
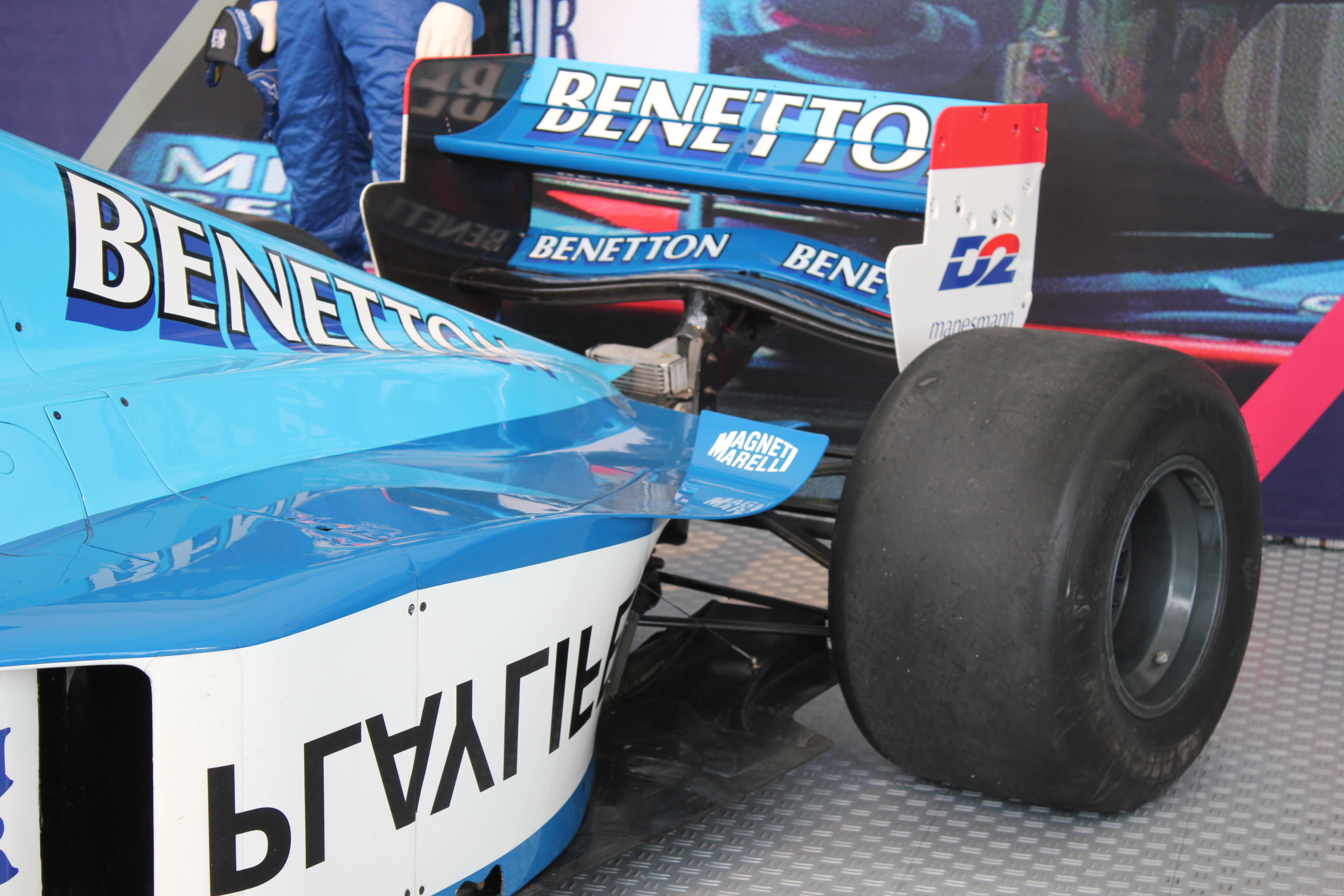
Der Heckflügel

Der technische Direktor für die Entwicklung war Pat Symonds, ihm unterstanden der Nick Wirth für die Konstruktion sowie Jean-Claude Migeot für die aerodynamische Form des Wagens. Der Motor war ein Renault-Motor aus dem Vorjahr, ein 3,0-Liter-V10-Saugmotor, der von Mecachrome gewartet wurde. Das Triebwerk erzeugt rund 775 PS, das Sechsgang-Halbautomatikgetriebe kam aus eigener Entwicklung.
Die Räder waren einzeln an Doppelquerlenkern mit innenliegenden, über Schubstangen betätigten Feder-Dämpfer-Einheiten aufgehängt, vorne mit Dreifachdämpfung, hinten mit Doppeldämpfung.

## Renngeschichte
Am 18. Dezember wurde der Prototyp des neuen Benetton B198 fertiggestellt und in Silverstone von Giancarlo Fisichella getestet. Der neue Geschäftsführer von Benetton, David Richards, ersetzte den entlassenen Flavio Briatore. Er wollte einen ausgeglichenen Wagen, der zugleich bessere Ergebnisse als die vorhergehenden Modelle liefern und als Basis für die zukünftigen Jahre dienen sollte. Damit war Benetton das erste Team der Saison 1998, das seinen Wagen offiziell testete. Nachdem die ersten Probefahrten durch einen Schneesturm erheblich eingeschränkt waren, wurden erste realistische Tests für die Zeit nach Weihnachten eingeplant. Am 15. Januar wurde der Wagen erstmals im London Television Centre offiziell der Presse vorgestellt.
Der Start in die neue Saison war ernüchternd, nur zehn Punkte aus fünf Rennen konnten erzielt werden. Doch beim Rennen in Monaco wurde mit dem zweiten Platz von Giancarlo Fisichella der erste Podestplatz in dieser Saison erreicht. Im folgenden Rennen wurde Fisichella erneut Zweiter und Wurz erzielte mit Platz vier ebenfalls Punkte. Im Rennen in Kanada lag Fisichella lange in Führung, bis er in Runde 45 nach seinem einzigen Boxenstopp hinter Michael Schumacher zurückfiel. Danach folgte ein Auf und Ab mit den Ergebnissen, sodass am Ende der Saison mit 33 erzielten Punkten der fünfte Platz in der Konstrukteursweltmeisterschaft erreicht wurde. Insgesamt schied Benetton während der Saison zehnmal aus, davon fünfmal durch Fahrfehler.

## Lackierung und Sponsoring
Die Grundfarbe des B198 war Hellblau mit weißen Seitenkästen und teilweise roten Akzenten am Front- und Heckflügel. Hauptsponsor war der Tabakkonzern Japan Tobacco, der mit seiner Marke Mild Seven auf dem Frontflügel, der Airbox, an den Fahrzeugseiten vor dem Cockpit sowie auf dem Heckflügel war. In Ländern mit einem Verbot von Tabakwerbung wurden die Schriftzüge weggelassen oder durch den Teamnamen Benetton ersetzt, womit zugleich für den eigenen Mutterkonzern Benetton Group geworben wurde. Weitere große Sponsoren waren das Speditionsunternehmen FedEx, das auf den Seitenkästen warb, sowie die Fluglinie Korean Air, deren Logo vor den Lufteinlässen platziert wurde.
Kleinere Sponsoren wechselten teilweise von Rennen zu Rennen. Häufig beteiligt waren das japanische Elektronikunternehmen Akai, das üblicherweise auf den Luftleitblechen sowie auf dem Frontflügel warb, sowie das Computerunternehmen Hewlett-Packard. Gelegentlich warb Akai auch auf den Seitenteilen des Heckflügels, bei einzelnen Rennen wurde diese Position jedoch auch vom deutschen Mobilfunkanbieter D2 Mannesmann genutzt oder vom Benetton-Konzern selber mit seinem Slogan „United Colors of Benetton“. Der Name des Partners Playlife stand auf den Seitenkästen des Wagens. Das Logo des Treibstofflieferanten Agip war auf der Kopfstütze sowie hinter der Startnummer auf der Nase angebracht.

## Fahrer
Fahrer waren 1998 Giancarlo Fisichella sowie Alexander Wurz, der den Vorjahresfahrer Gerhard Berger ersetzte. Ein Ersatzfahrer für die Saison 1998 wurde nicht nominiert.

## Weitere Verwendung der Fahrzeuge
Beim Großen Preis von Österreich 2014 fuhr Alexander Wurz einen Benetton B198 in einem Showrennen im Vorprogramm zum Formel-1-Rennen.
Aktuell steht ein rennfähiger Benetton B198 mit der Chassis-Nummer B198#02, gefahren von Giancarlo Fisichella, im Internet zum Verkauf. Anstelle des originalen Playlife-Motors wurde ein Judd-4,0-Liter-V10-Saugmotor mit etwa 700 PS eingebaut.

## Ergebnisse
| Fahrer                          | Nr.                             | 1   | 2 | 3 | 4   | 5   | 6   | 7 | 8 | 9 | 10  | 11 | 12 | 13  | 14  | 15 | 16 | Punkte | Rang |
| ------------------------------- | ------------------------------- | --- | - | - | --- | --- | --- | - | - | - | --- | -- | -- | --- | --- | -- | -- | ------ | ---- |
| Formel-1-Weltmeisterschaft 1998 | Formel-1-Weltmeisterschaft 1998 |     |   |   |     |     |     |   |   |   |     |    |    |     |     |    |    | 33     | 5.   |
| G. Fisichella                   | 5                               | DNF | 6 | 7 | DNF | DNF | 2   | 2 | 9 | 5 | DNF | 7  | 8  | DNF | 8   | 6  | 8  | 33     | 5.   |
| A. Wurz                         | 6                               | 7   | 4 | 4 | DNF | 4   | DNF | 4 | 5 | 4 | 9   | 11 | 16 | DNF | DNF | 7  | 9  | 33     | 5.   |

| Legende  | Legende            | Legende                                                          |
| Farbe    | Abkürzung          | Bedeutung                                                        |
| -------- | ------------------ | ---------------------------------------------------------------- |
| Gold     | –                  | Sieg                                                             |
| Silber   | –                  | 2. Platz                                                         |
| Bronze   | –                  | 3. Platz                                                         |
| Grün     | –                  | Platzierung in den Punkten                                       |
| Blau     | –                  | Klassifiziert außerhalb der Punkteränge                          |
| Violett  | DNF                | Rennen nicht beendet (did not finish)                            |
| Violett  | NC                 | nicht klassifiziert (not classified)                             |
| Rot      | DNQ                | nicht qualifiziert (did not qualify)                             |
| Rot      | DNPQ               | in Vorqualifikation gescheitert (did not pre-qualify)            |
| Schwarz  | DSQ                | disqualifiziert (disqualified)                                   |
| Weiß     | DNS                | nicht am Start (did not start)                                   |
| Weiß     | WD                 | zurückgezogen (withdrawn)                                        |
| Hellblau | PO                 | nur am Training teilgenommen (practiced only)                    |
| Hellblau | TD                 | Freitags-Testfahrer (test driver)                                |
| ohne     | DNP                | nicht am Training teilgenommen (did not practice)                |
| ohne     | INJ                | verletzt oder krank (injured)                                    |
| ohne     | EX                 | ausgeschlossen (excluded)                                        |
| ohne     | DNA                | nicht erschienen (did not arrive)                                |
| ohne     | C                  | Rennen abgesagt (cancelled)                                      |
| ohne     | keine WM-Teilnahme |                                                                  |
| sonstige | P/fett             | Pole-Position                                                    |
| sonstige | 1/2/3/4/5/6/7/8    | Punktplatzierung im Sprint-/Qualifikationsrennen                 |
| sonstige | SR/kursiv          | Schnellste Rennrunde                                             |
| sonstige | *                  | nicht im Ziel, aufgrund der zurückgelegten Distanz aber gewertet |
| sonstige | ()                 | Streichresultate                                                 |
| sonstige | unterstrichen      | Führender in der Gesamtwertung                                   |